# لاميتيس
لاميتيس هي بلدية مقاطعة إقليمية في منطقة باس ساينت لورنت في شرق كيبك، كندا في غاسبيزيا. سُمي على اسم نهر ميتيس الذي ينبع من المنطقة (في بحيرة إنفيريور) ويتدفق عبر الجزء المركزي من المنطقة قبل أن يصب في نهر سانت لورانس. يقع مقر المقاطعة في مونت جولي.